# جون توماس (سياسي)
جون توماس (بالإنجليزية: John Thomas)‏ هو سياسي أمريكي، ولد في 27 يناير 1792، وتوفي في 5 مارس 1866.